# ألكسيس سيمون بيل
ألكسيس سيمون بيل (بالفرنسية: Alexis Simon Belle)‏ هو رسام فرنسي، ولد في 12 يناير 1674 في باريس في فرنسا، وتوفي بنفس المكان في 21 نوفمبر 1734.

## لوحات تنسب له

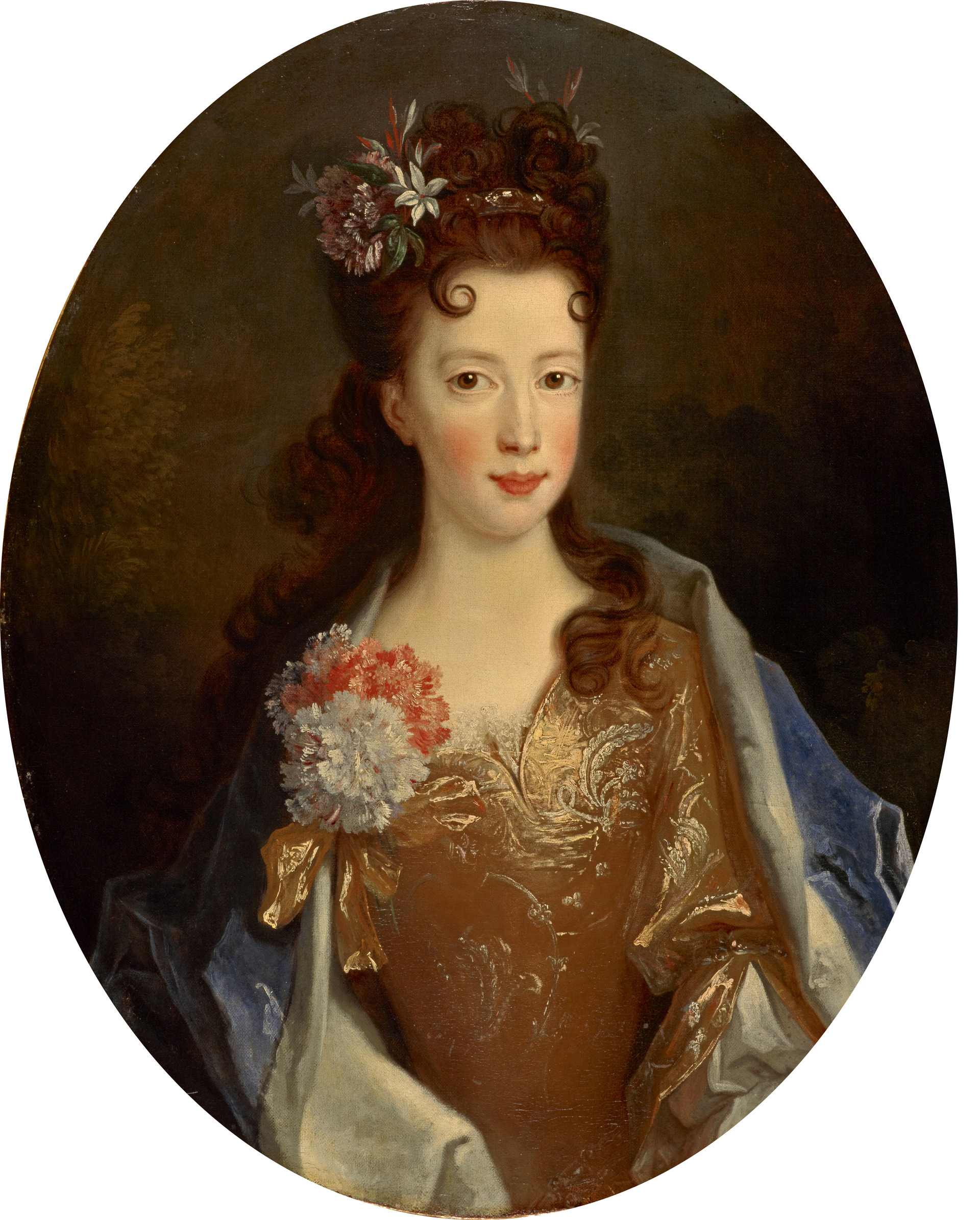
الأميرة لويزا ماريا ستيوارت، 1704

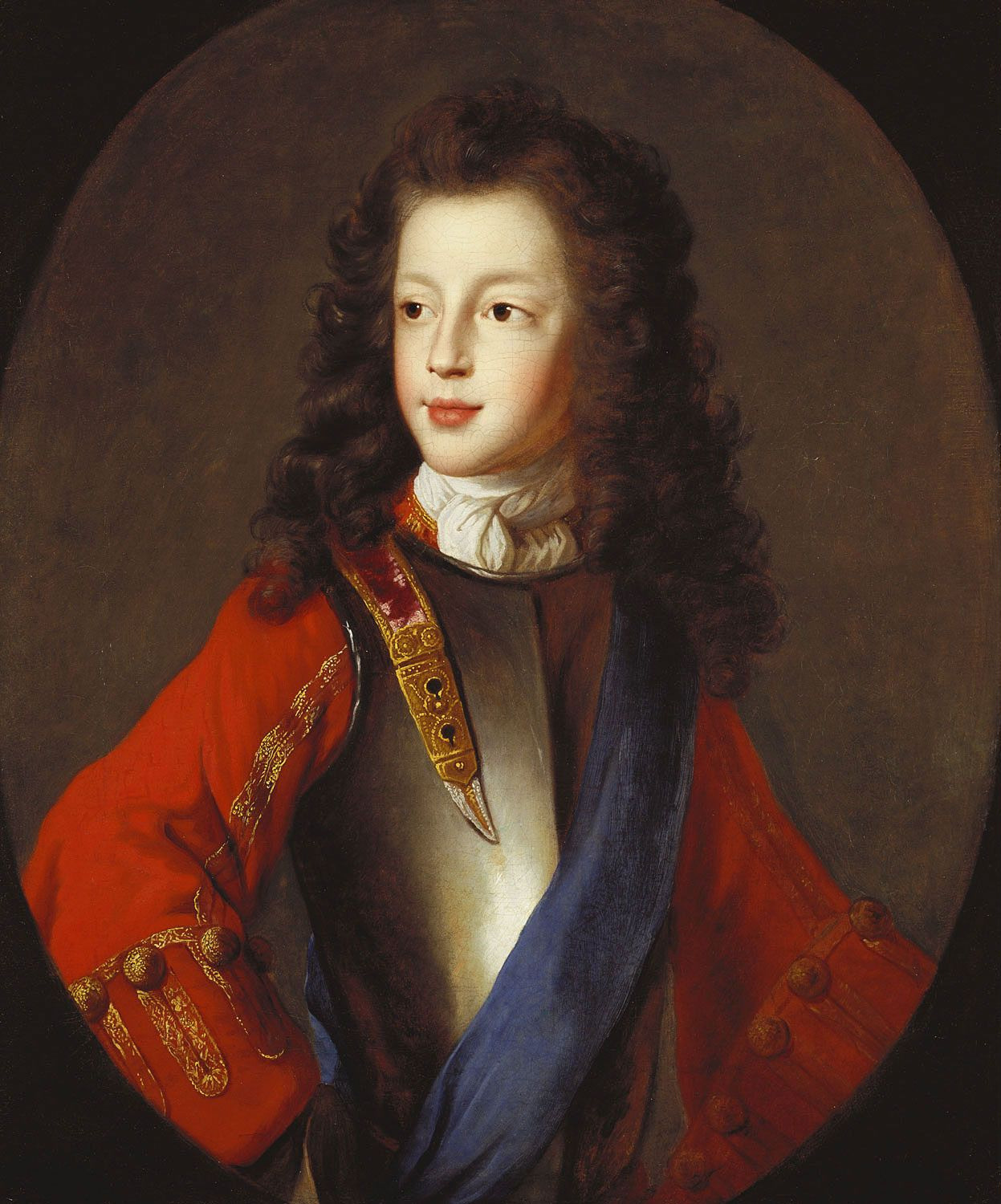
الأمير جيمس فرانسيس إدوارد ستيوارت.